# Megalocnus
Genre
Megalocnus est un genre fossile de paresseux géants de la famille des Megalocnidae ayant vécu durant du Pléistocène supérieur à l'Holocène.

## Liste des espèces
Selon GBIF (27 février 2024) :
- † Megalocnus rodens Matthew & Paula Couto, 1959
- † Megalocnus zile MacPhee et al., 2000

## Classification
Le nom valide complet (avec auteur) de ce taxon est Megalocnus Leidy, 1868,.
Megalocnus a pour synonyme :
- Megalochnus Ameghino, 1881 (non valide)[4]

## Publication originale
- (en) Joseph Leidy, « Notice of Some Vertebrate Remains from the West Indian Islands », Proceedings of the Academy of Natural Sciences of Philadelphia, Philadelphie, Académie des sciences naturelles de Philadelphie, vol. 20, no 2,‎ 1868, p. 178-180 (ISSN 0097-3157 et 1938-5293, OCLC 1382862, JSTOR 4059878, lire en ligne).